# ザソグ
ザソグ（Zathog）は、クトゥルフ神話などに登場する架空の神性。旧支配者。

## 概要
ゼンティルクス銀河の中心にある世界に棲んで居る旧支配者。旧神との戦争の後、ザソグはザールに接触し、ザールと共に銀河の大部分を征服した。ザソグの真の狙いはザールを利用して封じ込められた旧支配者達を解き放つ事であった。ザソグに協力したザールには、時間と空間を行き来する能力を与えた。